# 笠松町立下羽栗小学校
笠松町立下羽栗小学校（かさまつちょうりつ しもはぐりしょうがっこう）は、岐阜県羽島郡笠松町中野にある公立小学校。

## 概要
- 学校教育目標は、“ひとりだちのできる子”。研究テーマは、“自ら学び豊かに表現できる子をめざして〜「きき分ける力」「伝え合う力」を育て高める音楽と国語の授業づくり”であり、その一環として、1963年（昭和38年）より鼓笛隊活動が行われている。金管隊、ドラム隊、ダンス隊の3つから成り立っており、評価も高い。
- 通学区域は円城寺の一部、中野、無動寺、江川、米野である[1]。公立中学校の進学先は笠松町立笠松中学校である。

## 沿革
- 1873年（明治6年）
  - 4月30日 - 羽栗郡小網島村、松倉村、河田島村、松原島村、笠田島村、円城寺村の一部の6ヶ村が共同で博文義校を創立。
  - 5月 - 羽栗郡・各務郡の15ケ村 （松本村、上中屋村、下中屋村、大佐野村、成清村、間嶋村、上戸村、大野村、小佐野村、三井村、下切村、山脇村、米野村、平島村、小網村）が共同で、下中屋村に敬恪義校が開設される。
  - 10月 - 円城寺村独自で円城寺村立藍氷小学校を開設し、博文義校から分離独立。
- 1874年（明治7年） -
  - 平島村、米野村は敬恪学校から離脱し、平島学校を開設する。
  - 藍氷小学校の校舎を増築する。
- 1880年（明治13年） - 藍氷小学校の校舎を増築する。
- 1883年（明治16年） - 平島学校を養正学校に改称。
- 1886年（明治19年） - 養正学校と諏訪学校が合併し、伏屋尋常小学校となる。
- 1888年（明治21年） -
  - 藍氷小学校は円城寺小学校に改称する。
  - 伏屋尋常小学校より平島尋常小学校が分離独立。
- 1894年（明治27年） - 伏屋尋常小学校と平島尋常小学校が合併し、野中村に新築移転。野中村外四ヵ村尋常小学校となる。
- 1897年（明治30年） - 円城寺村、中野村、無動寺村、江川村、米野村が合併し、下羽栗村になる。同時に下羽栗村立下羽栗尋常小学校に改称する。野中村外四ヵ村尋常小学校の旧・米野村の生徒は下羽栗尋常小学校に編入される。
- 1911年（明治44年） - 新校舎完成。
- 1920年（大正9年） - 高等科設置。下羽栗尋常高等小学校に改称する。
- 1940年（昭和15年） - 現在地に移転。
- 1941年（昭和16年） - 下羽栗村立下羽栗国民学校に改称する。
- 1947年（昭和22年） - 下羽栗村立下羽栗小学校と改称。卒業生は羽島郡上羽栗村、下羽栗村の組合立中学校である上羽栗村下羽栗村中学校組合立羽栗中学校に進学する。
- 1955年（昭和30年） - 下羽栗村が笠松町に編入される。笠松町立下羽栗小学校に改称する。
- 1961年（昭和36年） - 校歌制定。
- 1963年（昭和38年） - プールが完成する。
- 1969年（昭和44年） - 新校舎及び体育館が完成する。
- 1973年（昭和48年） - 岐南町笠松町中学校組合立岐南中学校が開校。下羽栗小学校の卒業生は岐南中学校に進学する。
- 1979年（昭和54年） - 新プールが完成する。
- 1985年（昭和60年） - 校区変更により、下羽栗小学校の卒業生は笠松町立笠松中学校に進学する。

## 交通機関
- 笠松町公共施設巡回町民バス
「総合会館」バス停下車

## 学校周辺
- 笠松町総合会館
- 笠松町下羽栗会館
- 岐阜羽島警察署下羽栗警察官駐在所
- 愛生病院
- 河野円城寺
- 笠松町多目的運動場
- トンボ天国
- 河川環境楽園
  - 木曽川水園
  - 自然発見館
  - 岐阜県世界淡水魚園（愛称：アクア・トトぎふ）
  - 世界淡水魚園（愛称：オアシスパーク）